# Sarota chocoensis
Sarota chocoensis is een vlindersoort uit de familie van de prachtvlinders (Riodinidae), onderfamilie Riodininae.
Sarota chocoensis werd in 1998 beschreven door Hall, J.